# Casas de Benítez
Casas de Benítez és un municipi del sud província de Conca, a la comunitat autònoma de Castella la Manxa, concretament a 106 km de Conca. En el cens de 2007 tenia 1096 habitants i un territori de 46,76 km². El codi postal és 16707.